# San Francisco de San Isidro
San Francisco es un distrito del cantón de San Isidro, en la provincia de Heredia, de Costa Rica.

## Historia
San Francisco fue creado el 8 de julio de 1999 por medio de Ley 7894.

## Geografía
San Francisco cuenta con un área de 4,56 km² y una altitud media de 1267 m s. n. m.Limita al oeste con el cantón de San Rafael y San Pablo, al este con el distrito de San Isidro, al norte con San Rafael y al sur con el cantón de Santo Domingo.

## Demografía
Para el año 2022, San Francisco cuenta con una población estimada de 4772 habitantes, y para el último censo efectuado, en 2011, San Francisco contaba con una población de 4438 habitantes.

## Localidades
- Poblados: Aguacate, Astillero, Quebradas (parte), Rinconada, Tierra Blanca (parte), Vallevistar, Viento Fresco, La Mutual y algunas calles como Villalobos, Esperanza, Hernandez, Salomón (entre otras).

## Transporte

### Carreteras
Al distrito lo atraviesan las siguientes rutas nacionales de carretera:
- Ruta nacional 112